# Митчелл, Джон Ньютон
Джон Ньютон Митчелл (англ. John Newton Mitchell; 15 сентября 1913, Детройт, Мичиган — 9 ноября 1988, Вашингтон) — американский юрист, 67-й генеральный прокурор США при президенте Ричарде Никсоне. Руководил предвыборными кампаниями Никсона в 1968 и 1972 годах. Впоследствии был привлечён к уголовной ответственности в связи с Уотергейтским скандалом.

## Ранняя жизнь
Джон Митчелл родился в Детройте (штат Мичиган) в семье Маргарет (МакМахон) и Джозефа К. Митчелла. Он вырос в районе Куинс в Нью-Йорке. Он получил степень юриста на юридическом факультете Фордемского университета и был принят в коллегию адвокатов Нью-Йорка в 1938 году. В течение трёх лет он служил военно-морским офицером в звании лейтенанта в период Второй мировой войны.
За исключением периода военной службы, Митчелл занимался юридической практикой в Нью-Йорке с 1938 по 1969 год и заработал репутацию успешного юриста по муниципальным облигациям.

## Правительство Нью-Йорка
Джон Митчелл разработал вид облигаций с доходами, названных «облигациями моральных обязательств», когда в 1960-х годах работал советником по облигациям губернатора Нью-Йорка Нельсона Рокфеллера. Пытаясь обойти процесс утверждения избирателями увеличения пределов государственных и муниципальных заемщиков, Митчелл приложил к предложениям формулировку, которая могла сообщить о намерении штата выполнить выплаты по облигациям, не возлагая на него юридическое обязательство сделать это. Митчелл не оспаривал, когда его спросили в интервью, было ли намерение такого рода формулировок создать «форму политической элитарности, которая обходит право избирателя на референдум или инициативу».

## Политическая карьера
Джон Митчелл встретил Ричарда Никсона, бывшего вице-президента Дуайта Д. Эйзенхауэра, когда Никсон переехал в Нью-Йорк после поражения на выборах губернатора Калифорнии в 1962 году. Затем Никсон присоединился к юридической фирме работающей с муниципальным облигациями, в которой работал Митчелл, Мадж, Роуз, Гатри, Александр и Ферндон. В результате совместной работы Митчелл и Никсон стали друзьями. На тот период, когда Никсон был старшим партнёром, фирма была переименована в Nixon, Mudge, Rose, Guthrie, Alexander & Mitchell.
В 1968 году Джон Митчелл согласился стать менеджером президентской кампании Никсона. Во время своей успешной кампании 1968 года Никсон передал детали повседневных операций Митчеллу. Предположительно, Митчелл также играл центральную роль в тайных попытках в 1968 году саботировать подготовку Парижского мирного соглашения, которое могло положить конец войне во Вьетнаме.
После того, как Никсон стал президентом в январе 1969 года, он назначил Митчелла генеральным прокурором Соединённых Штатов. Кроме того он, что было беспрецедентным, обратился к директору ФБР Дж. Эдгару Гуверу с просьбой не проводить обычное изучение биографии Митчела. Митчелл оставался на своем посту вплоть до 1969 года, пока не ушёл в отставку в 1972 году, чтобы управлять кампанией по переизбранию президента Никсона.
Митчелл считал, что потребность правительства в «правопорядке» оправдывает ограничения гражданских свобод. Он выступал за использование прослушивания телефонных разговоров в делах о национальной безопасности без получения судебного постановления и за право полиции применять превентивное задержание подозреваемых в совершении уголовных преступлений.
Митчелл выразил нежелание привлекать министерство юстиции к решению некоторых вопросов гражданских прав . «Министерство юстиции — это правоохранительный орган», — сказал он журналистам. «Это не место для осуществления программы, направленной на излечение болезней общества». Однако он также сказал активистам: «Вам лучше посоветовать следить за тем, что мы делаем, а не за тем, что говорим».
Отмена сегрегации в школах
Ближе к началу своего правления Никсон приказал Митчеллу не торопиться с десегрегацией школ на юге в рамках «южной стратегии» Никсона, направленной на получение поддержки южных избирателей. После того, как федеральные суды проинструктировали суды штатов о том, что сегрегация является неконституционной и что исполнительная власть обязана обеспечивать выполнение постановлений судов, Митчелл начал подчиняться, угрожая удержать федеральные средства из тех школьных систем, которые все ещё были изолированы и угрожая судебным иском против них.
Школьная сегрегация была признана неконституционной единогласным решением Верховного суда в 1954 году, но в 1955 году Суд постановил, что десегрегацию необходимо проводить только «со всей преднамеренной скоростью», что многие южные штаты истолковали как призыв к отсрочке. Лишь в 1969 году Верховный суд отказался от правила «полностью преднамеренной скорости» и объявил, что дальнейшая отсрочка в проведении десегрегации более недопустима. В результате в 1968 году около 70 % чернокожих детей все ещё посещали раздельные школы. К 1972 году этот процент снизился до 8 %. Набор чернокожих детей в десегрегированные школы увеличился с 186 000 в 1969 году до 3 миллионов в 1970 году.
С самого начала Митчелл стремился подавить то, что многие американцы считали серьёзной угрозой своей безопасности: городскую преступность, волнения чернокожих и сопротивление войне.

## Уотергейтский скандал
Через несколько дней после взлома в Уотергейте 17 июня 1972 года Митчелл заручился поддержкой бывшего агента ФБР Стива Кинга, чтобы его жена Марта не узнала о взломе или не связалась с журналистами. Пока она разговаривала по телефону с журналисткой Хелен Томас по поводу взлома, Кинг выдернул телефонный шнур из стены. Миссис Митчелл была удержана против её воли в номере калифорнийского отеля и её была насильно введена доля успокоительного психиатром после физической борьбы с пятью мужчинами, в результате которой ей наложили швы. Помощники Никсона, пытаясь дискредитировать её, заявили прессе, что у неё «проблемы с алкоголем».
21 февраля 1975 года Митчелл, которого представлял адвокат по уголовным делам Уильям Г. Хандли, был признан виновным в заговоре, воспрепятствовании отправлению правосудия и лжесвидетельстве и приговорен к двум с половиной-восьми годам тюремного заключения за его роль во взломе и сокрытие Уотергейта, которые он назвал «ужасами Белого дома». В результате осуждения Митчелл был лишен права заниматься юридической практикой в Нью-Йорке. Позднее судья окружного суда Соединённых Штатов Джон Дж. Сирика сократил срок наказания до одного-четырёх лет. Митчелл отсидел всего 19 месяцев из своего срока в федеральном тюремном лагере, Монтгомери (на базе ВВС Максвелл) в Монтгомери, штат Алабама, тюрьме минимального режима, прежде чем его освободили условно-досрочно по медицинским причинам.
Записи на магнитофон, сделанные президентом Никсоном, и показания других участников подтвердили, что Митчелл участвовал во встречах по планированию взлома национальной штаб-квартиры Демократической партии в Уотергейтском офисном здании. Кроме того, он встречался с президентом как минимум трижды, чтобы скрыть причастность Белого дома после того, как грабители были обнаружены и арестованы.

## Смерть
Около 17:00 9 ноября 1988 года Митчелл упал в обморок от сердечного приступа на тротуаре напротив 2812 N Street NW в районе Джорджтауна в Вашингтоне, округ Колумбия, и скончался в тот же вечер в больнице Университета Джорджа Вашингтона. Он был похоронен со всеми воинскими почестями на Арлингтонском национальном кладбище в связи с его военно-морской службой во время Второй мировой войны и его постом в кабинете генерального прокурора.